# Langues para-ienisseïennes
Les langues para-ienisseïennes constituent un ensemble hypothétique de langues disparues possiblement apparentées au langues ienisseïennes.

## Nom
Cet ensemble peut être appelé langues para-ienisseïennes/para-ienisseïques, ou alors langues xiongnu-hun, selon la définition et la vision des chercheurs.

## Définitions
Il existe deux définitions à cet ensemble :
- un ensemble de langues hypothétiques disparues apparentées au langues ienisseïennes dont la seule trace réside dans des toponymes, des hydronymes et des substrats[1] (notamment dans les langues samoyèdes, turques sibériennes méridionales, et le khanty)[2].
- un phylum comprenant le xiong-nu et des langues possiblement étroitement apparentées à celui-ci[3],[4]. Cet ensemble est appelé xiongnu-hun en particulier lorsque les auteurs affirment qu'il s'agissent de langues turciques[5],[6], mais pas toujours[7].

Dans les deux cas, il s'agit possiblement d'une branche sœur au ienisseïen commun, lequel rassemble les langues ienisseïennes connues, et aurait influencé les langues tokhariennes,.

## Langues incluses
Dans le cadre de la deuxième définition énoncée ci-dessus, cet ensemble inclut le xiong-nu, qui a peut-être donné le hunnique (la langue des Huns) et le huna (la langue des Hunas (en)),. Selon Benjamin (2007), la langue des Xiongnu était apparentée à celle des Dinglings (en). La langue des Jie aurait aussi été liée au xiong-nu.
- Langues para-ienisseïennes
  - Xiong-nu
    - Hunnique
    - Huna

  - Jie
  - Dingling

D'autres auteurs placent le xiong-nu et le jie dans les langues ienisseïennes méridionales,.

## Histoire
En prenant en compte la diversification des langues ienisseïennes et les influences de langues ouraliennes et turciques, le proto-ienisseïen se serait séparé bien avant 3 000 ans avant J.-C. des autres branches para-ienisseïennes.
Puis, la migration de populations pastoralistes venues du Sud il y a 3 000 ans les auraient fait s'éteindre, sans qu'elle ne laissent de traces matérielles de leur possible existence passée.